# أدب إسرائيلي

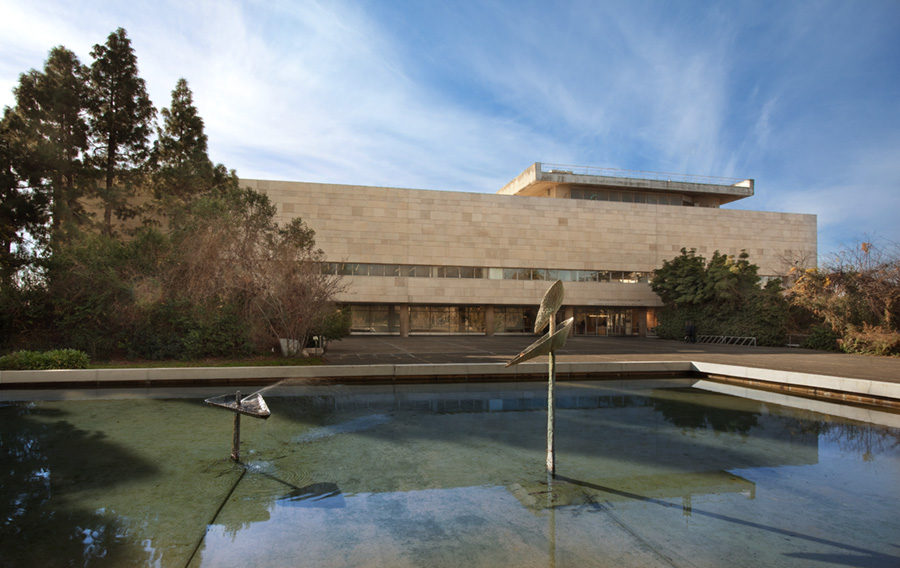
المكتبة الوطنية الإسرائيلية في القدس

الأدب الإسرائيلي هو الأدب المكتوب من قبل الإسرائيليين.
في الغالب فالأدب الإسرائيلي مكتوب باللغة العبرية، مما جعل هذه اللغة تتصف بأنها لغة حية.
منذ منتصف القرن السادس عشر، باتت اللغة العبرية تُستعمل بشكل كبير سواء في الحوارات العادية وكذلك في المؤلفات الأدبية، الفلسفية، الشعرية وكذلك النصوص المسرحية.

## التاريخ

شموئيل يوسف عجنون

يُعتبر أبراهام مابو أول مؤلف حقق نجاحا كبيرا بفضل روايته المكتوبة باللغة العبرية؛ كان ذلك في العام 1853. كما تُدين النهضة العبرية لإليعيزر بن يهودا والذي قدم الكثير للغة العبرية وساهم في إثرائها بشكل كبير مما جعلها لغة منطوقة ومكتوبة لأغراض أخرى غير النصوص المقدسة ودراسة التوراة.
أول النصوص في اللغة العبرية الحديثة كانت مكتوبة من قبل مجموعة من المؤلفين المهاجرين على غرار:
- يوسف حاييم برينر (heb:יוסף חיים ברנר) (1881-1921).
- شموئيل يوسف عجنون (heb:שמואל יוסף עגנון) (1888-1970)، والذي فاز بجائزة نوبل للآداب في عام 1966.

## 1940 - 1950
السنوات ما بين 1940 و1950 شهدت جيل حرب الاستقلال، حيث أن الكتاب الذين ولدوا في إسرائيل عانوا ما بين صراع النزعة الفردية واكتساب احترام المجتمع والدولة. مما دفع بالكثيرين إلى تصنيف مؤلفاتهم على أنها تخص «الواقعية الاجتماعية» ولعل أبرزهم كان:
- س. يزهار (heb:ס. יזהר)
- موشيه شامير (قال:משה שמיר)
- حانوخ بارتوف (heb:חנוך ברטוב)
- حاييم غوري (heb:חיים גורי)
- بنيامين تموز (heb:בנימין תמוז)
- أهارون ميجيد (heb:אהרון מגד)
- إيجال موسينزون (heb:יגאל מוסינזון، قال:יגאל מוסנזון)
- أفيغدور هامئيري (heb:אביגדור המאירי)

## 1960

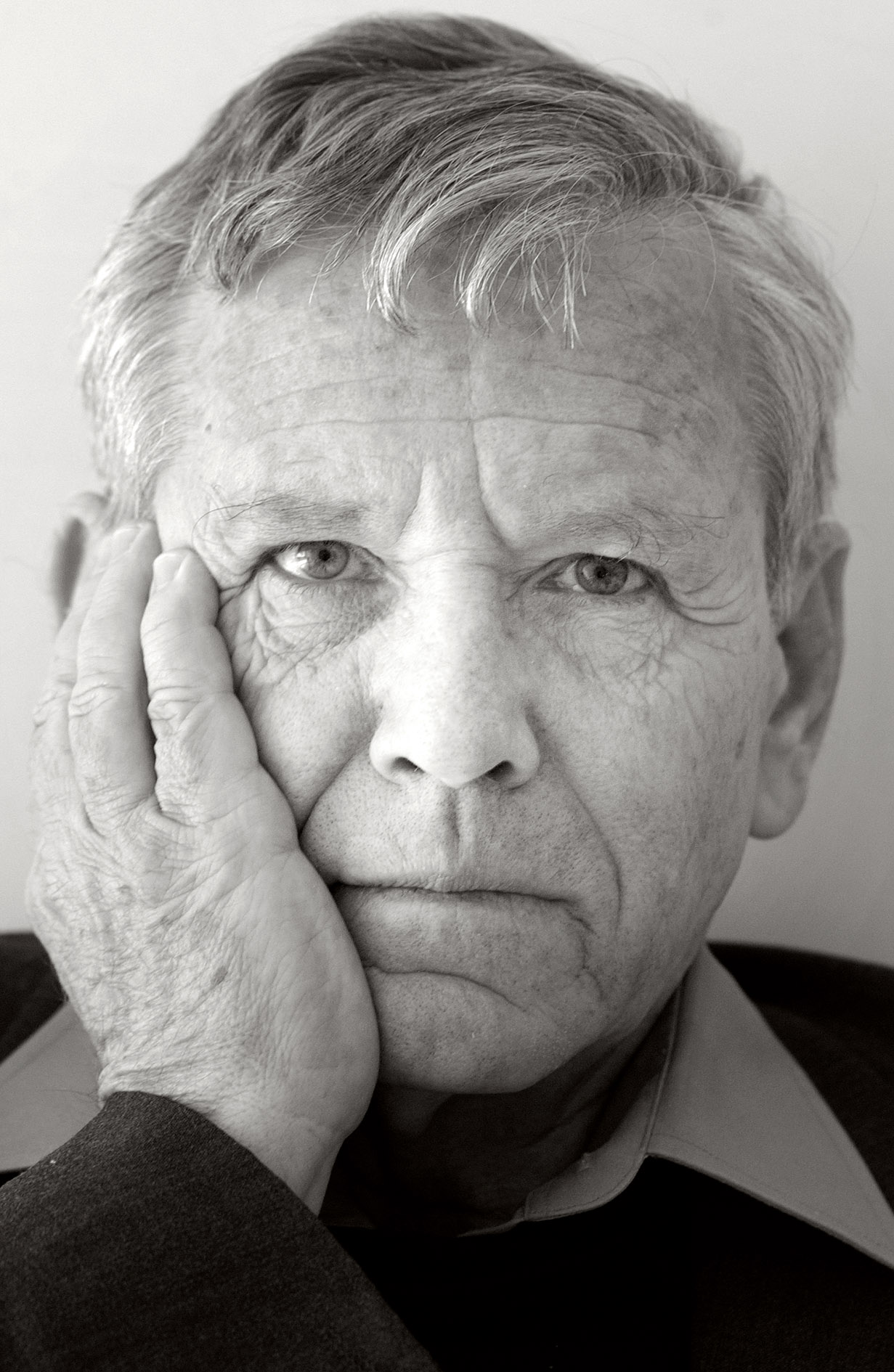
عاموس عوز

في بداية 1960، كان كتاب الأدب الإسرائيلي قد تحولوا بعيدا عن أيديولوجية الكتابة التي شهدها العقد السابق، حيث اهتموا في هذه الفترة بالنفسية الواقعية ثم الرمزية، ومن بين رواد هذه الحقبة كان:
- إبراهيم جبريل يشوع (heb:אברהם בולי יהושע)
- عاموس عوز (قال:עמוס עוז)
- يورام كانويك (heb:יורם קניוק)
- يعقوب شاباتاي (heb:יעקב שבתאי)
- ياشياهو كورين (heb:ישעיהו קורן)

## 1980 - 1990
خلال سنوات 1980 و1990، عرف الأدب الإسرائيلي نشاط أدبي مكثف، لغرض جلب مزيد من القراء والتعريف بثقافتهم ومعتقداتهم، ومن بينهم:
- أهارون آبيلفيلد (heb:אהרון אפלפלד)
- ديفيد شاحر (heb:דוד שחר)
- ديفيد غروسمان (heb:דויד גרוסמן)
- مائير شاليف (heb:מאיר שלו)

## جيل الشباب
- جوديث كاتزير (heb:יהודית קציר)
- ايتغار كيريت (قال:אתגר קרת)

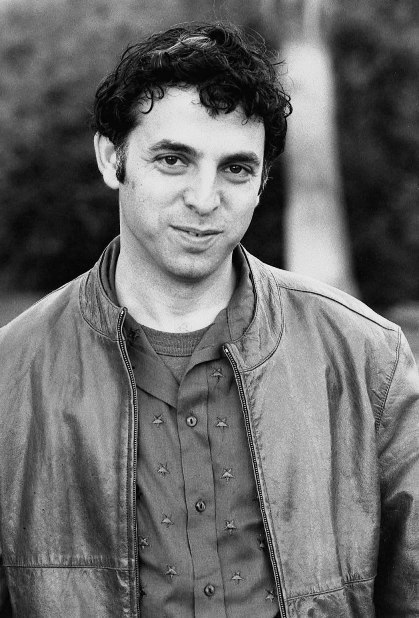
إيتغار كيريت

- أورلي كاستل-ازهر (heb:אורלי קסטל בלום)
- جادي توب (قال:גדי טאוב)
- إيريت لينور (heb:עירית לינור)
- ميرا ماجن (heb:מירה מגן)
- شمعون زيمر (قال:שמעון צימר)
- ليلى بيري (وآخرون:לילי פרי)
- اسحق لاور (heb:יצחק לאור)
- ايتمار ليفي (قال:(איתמר לוי (סופר)
- يوئيل هوفمان (heb:יואל הופמן)

## نهاية 1990
- دوريت رابينيان (heb:דורית רבינין)
- يائيل الهديا (heb:יעל הדיה)
- ألون حلو (heb:אלון חילו)
- دودو بوسي (قال:דודו בוסי)
- اشكول نيفو (heb:אשכול נבו)
- موشيه أوفير
- إفرات دانون

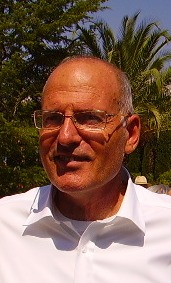
أوريل زوهار

- أليكس ابشتاين (وآخرون:אלכס אפשטיין) (ما بعد الحداثة)
- مايا اراد
- أوريل زوهار (heb:אוריאל أنواع الظلم)
- شمعون عداف (heb:שמעון אדף)
- يوفال شيموني
- أفنير شافيت (heb:אבנר שביט)

## مؤلفون من أجل الشباب
- أوري أورليف (قال:אורי אורלב)
- يهودا أطلس (heb:יהודה אטלס)
- افرايم صيدا (heb:אפרים סידון) (مؤلف ساخر)
- نيرا هاريل (heb:נירה הראל)
- تمار بيرغمان
- جيلا الماغور (heb:גילה אלמגור) (راوي سير ذاتية)
- دانييلا كارمي (كاتبة تستهدف فئة الشباب من خلال مجموعة من الأعمال المسرحية)
- دوريت أورجاد (heb:דורית אורגד)
- ميشال سنونيت (heb:מיכל סנונית)
- ألونا فرانكل (heb:אלונה פרנקל)
- جليلة رون-فيدر أميت (قال:גלילה רון-פדר עמית)
- سمادار شير (قال:סמדר שיר)

## اقرأ أيضا
- ثقافة إسرائيل

## وصلات خارجية
- (بالإنجليزية) الثقافة والأدب وزارة الشؤون الخارجية الإسرائيلية